# Lucille Young
Lucille Young, nata Lucia Medina, (Lione, 1892 – Los Angeles, 2 agosto 1934), è stata un'attrice francese, attiva dal 1910 al 1930 negli Stati Uniti. Era conosciuta anche con i nomi alternativi di Lucile Young, Miss Young e Lucille Younge.

## Biografia
Nata Lucia Medina in Francia, Lucille Young calcò le scene del vaudeville USA prima di trasferirsi a Hollywood per intraprendere una carriera nei primi anni dell'industria cinematografica. Il suo primo film lo gira nel 1910 per la Pathé Frères. Dal 1910 al 1914, appare in 36 film, la maggior parte dei quali sono dei cortometraggi, molte volte nel ruolo principale nelle produzioni della IMP. L'anno seguente, quello che viene considerato il suo anno migliore, è protagonista di 18 pellicole. In totale, gira 78 film, l'ultimo dei quali, nel 1930, è Lightnin' di Henry King.
Muore il 2 agosto 1934 a Los Angeles in seguito a un'operazione mal riuscita.

## Filmografia
- An Indian's Gratitude, regia di James Young Deer - cortometraggio (1910)
- The Vicar of Wakefield[4] - cortometraggio (1910)
- When Love Was Blind, regia di Lucius Henderson - cortometraggio (1911)
- Adrift, regia di Lucius Henderson - cortometraggio (1911)
- The Imposter, regia di Lucius Henderson - cortometraggio (1911)
- The Scarlet Letter, regia di Joseph W. Smiley, George Loane Tucker - cortometraggio (1911)
- The Temptress, regia di Joseph W. Smiley - cortometraggio (1911)
- The Last Appeal, regia di Thomas H. Ince - cortometraggio (1911)
- The Piece of String, regia di Joseph W. Smiley - cortometraggio (1911)
- Just for Her - cortometraggio (1911)
- Behind the Times, regia di Thomas H. Ince - cortometraggio (1911)
- The Battle of the Wills - cortometraggio (1911)
- The Brothers, regia di Joseph W. Smiley (1911)
- The Rose's Story, regia di Joseph W. Smiley, George Loane Tucker - cortometraggio (1911)
- Waiting at the Church (1911)
- The Wife's Awakening (1911)
- Over the Hills, regia di Joseph W. Smiley e George Loane Tucker (1911)
- The Kid and the Sleuth, regia di Thomas H. Ince  (1912)
- Through the Flames, regia di Thomas H. Ince  (1912)
- A Timely Repentance, regia di William H. Clifford (1912)
- The Strange Story of Elsie Mason, regia di Edmund Lawrence (1912)
- The Wayward Son, regia di George Melford - cortometraggio (1913)
- The Cheyenne Massacre, regia di George Melford - cortometraggio (1913)
- The Poet and the Soldier, regia di George Melford - cortometraggio (1913)
- Hearts and Crosses - cortometraggio (1913)
- The Tragedy of Big Eagle Mine - cortometraggio (1913)
- Good-for-Nothing Jack  (1913)
- The Trail of the Lonesome Mine  (1913)
- In the End (1913)
- Hilda of the Mountains  (1913)
- When Joe Went West  (1913)
- Jake's Hoodoo  (1914)
- The Portrait of Anita  (1914)
- Atonement  (1914)
- In the Spider's Web  (1914)
- Called Back, regia di Henry Otto (1914)
- The Vow (1914)
- Message of the Mind (1914)
- On Suspicion (1914)
- The Deacon's Son   (1914)
- His Prior Claim   (1914)
- Joe's Partner, Bill  (1915)
- Thoughts of Tonigh  (1915)
- La moglie dell'artista (The Artist's Wife), regia di Elmer Clifton - (con il nome Lucille Younge) (1915)
- Rose Leaves - cortometraggio (1915)
- The Spell of the Poppy, regia di Tod Browning (1915)
- Tap! Tap! Tap!, regia di Paul Powell (1915)
- Hearts United  (1915)
- The Woman from Warren's, regia di Tod Browning (1915)
- The Mystic Jewel, regia di Jack Conway   (1915)
- The Bride of the Sea, regia di Francis Powers    (1915)
- Farewell to Thee   (1915)
- The Wildcat, regia di Paul M. Powell (1915)
- For His Wife's Sake  (1915)
- A Kentucky Girl  (1915)
- Margie of the Underworld, regia di Wilbert Melville   (1915)
- The Death Web, regia di Leon De La Mothe   (1915)
- With Stolen Money, regia di Wilbert Melville  (1916)
- Daphne and the Pirate, regia di Christy Cabanne  (1916)
- The Flying Torpedo, regia di John B. O'Brien e Christy Cabanne  (1916)
- The Invisible Enemy, regia di William Stoermer  (1916)
- Sweet Kitty Bellairs, regia di James Young   (1916)
- Mutiny  (1916)
- A Man's Hardest Figh  (1916)
- The Old Folks at Home  (1916)
- The Better Man, regia di Jay Hunt (1916)
- The Heiress at Coffee Dan's    (1916)
- High Play, regia di Edward Sloman (1917)
- The Topsy Turvy Twins  (1917)
- Whose Wife? -  (con il nome Lucile Younge) (1917)
- The Soul of Satan, regia di Otis Turner (1917)
- The Devil's Wheel, regia di Edward J. Le Saint (1918)
- Rose o' Paradise (1918)
- La fanciulla che cerca amore (The Greatest Thing in Life), regia di David W. Griffith (1918)
- Fuss and Feathers, regia di Fred Niblo (1918)
- Fighting for Gol  (1919)
- The Virtuous Thief, regia di Fred Niblo (1919)
- L'infernale (The Daredevil), regia di Tom Mix - (con il nome Lucille Younge) (1920)
- The False Road, regia di Fred Niblo (1920)
- The Terror, regia di Jacques Jaccard -  (con il nome Lucille Younge)  (1920)
- Quicker'n Lightnin', regia di Richard Thorpe (1925)
- Lightnin', regia di Henry King (1930)